# Niels Marnegrave
Niels Marnegrave, né le 9 décembre 1987 à Liège en Belgique, est un ancien joueur belge de basket-ball.

## Carrière

### Palmarès
- Champion de Belgique en 2014, 2015 et 2016 avec le BC Ostende.
- Vainqueur de la Coupe de Belgique en 2006 avec le Mons-Hainaut et en 2014, 2015 et 2016 avec le BC Ostende.